# Leptaxis drouetiana
Leptaxis drouetiana is een slakkensoort uit de familie van de Hygromiidae. De wetenschappelijke naam van de soort is voor het eerst geldig gepubliceerd in 1860 door Morelet.